# Kaeng pa
Le kaeng pa (thaï : แกง ป่า, prononcé [kɛ̄ːŋ pàː], littéralement « curry de la forêt » ou « curry de la jungle ») est une variété de curry des régions forestières de Thaïlande.

## Caractéristiques
Contrairement à beaucoup d'autres currys thaïlandais, le kaeng pa, traditionnellement, ne contient généralement pas de lait de coco, car on ne trouve pas de noix de coco dans les jungles de la partie nord du pays. Il est ainsi plus adapté pour les personnes suivant un régime faible en graisses saturées. Actuellement, il existe cependant des variantes qui incluent la noix de coco.
Le kaeng pa est un curry très épicé et aqueux avec un goût distinct. Les ingrédients comprennent généralement : zeste et feuilles de combava, citronnelle, poivre vert, galanga, ail, aubergines pois et piments. Il était à l'origine préparé avec du sanglier, mais est maintenant plus couramment préparé avec du porc ou du poulet.